# Prywatna wojna Murphy’ego
Prywatna wojna Murphy’ego (ang. Murphy's War) – brytyjski dramat wojenny z 1971 roku w reżyserii Petera Yatesa. Ekranizacja powieści Maksa Catto z 1969 roku pod tym samym tytułem. Jeden z czołowych obrazów nurtu kina antywojennego.

## Fabuła
Wybrzeże Wenezueli w ostatnich dniach II wojny światowej. Irlandczyk nazwiskiem Murphy jest jedynym ocalałym marynarzem z brytyjskiego okrętu „Mount Kyle” zatopionego przez niemieckiego U-Boota. Jego towarzysze, nawet jeśli zdołali opuścić tonący statek, polegli od ognia broni pokładowej niemieckiej jednostki. Wyczerpany i wyrzucony na brzeg marynarz znajduje schronienie w niedużej chrześcijańskiej misji prowadzonej u ujścia Orinoko przez dr Hayden. Murphy zapamiętał, że U-Boot wpłynął do ujścia rzeki i jest przekonany, że niemiecka jednostka wciąż się tam znajduje. Po odzyskaniu sił, pałając żądzą zemsty za śmierć kolegów, czyni wszystko, aby ją odnaleźć.
Wkrótce, odnaleziony przez tubylców, na teren misji trafia również por. Ellis – ranny pilot wodnosamolotu z „Mount Kyle”, który został zestrzelony przez załogę tego samego U-Boota. Wyjawia on Murphy'emu, gdzie znajduje się uszkodzony wodnopłat. Kiedy Murphy udaje się wraz z miejscowym, francuskim osadnikiem Louisem na odnalezienie samolotu, do misji przybywa desant z U-Boota – Niemcy wiedzą z nasłuchu radiowego o ocalałym Murphym i o tym, że ich obecność w ujściu rzeki nie jest już tajemnicą. Zdając sobie sprawę z grożącego niebezpieczeństwa, ich dowódca postanawia zniszczyć misyjny nadajnik, a przede wszystkim odnaleźć i zabić ocalałego marynarza. Niemcy, przekonani, że odnaleziony przez nich por. Ellis jest jedynym ocalałym z masakry „Mount Kyle” Brytyjczykiem, zabijają go i odpływają. Murphy jest już teraz absolutnie przekonany, że za wszelką cenę musi zniszczyć niemiecki okręt. Do tego celu postanawia użyć odnalezionego wodnopłatu Ellisa – za pomocą metody „prób i błędów” opanowuje podstawy jego pilotażu i podczas pierwszego lotu rzeczywiście udaje mu się odnaleźć U-Boota zakotwiczonego w górze rzeki.
Podczas drugiego lotu dokonuje na niego nalotu przy pomocy prymitywnych bomb zapalających. Trafiony okręt nie ponosi większego uszczerbku, jednak odwet jego dowódcy jest straszliwy – kolejny desant niemieckich marynarzy na misję przynosi śmierć i zniszczenie. Niemiecki okręt podpływa do misji, domostwa Indian zostają spalone, wielu z nich ginie zastrzelonych. Samemu Murphy'emu po raz kolejny udaje się ocaleć. Walka z U-Bootem od dawna ma już dla niego wymiar czysto osobisty i nawet radiowa wiadomość, że wojna się skończyła, nie ma dla niego znaczenia. Prowadzi bowiem z niemieckim okrętem własną, jak głosi tytuł filmu, „prywatną” wojnę.
Po raz kolejny postanawia zaatakować (najprawdopodobniej staranować) U-Boota przy pomocy barki należącej uprzednio do Louisa. Zakotwiczony niedaleko misji niemiecki okręt, widząc zbliżającą się w jego kierunku jednostkę Murphy’ego, dokonuje jej nieskutecznego ostrzału z broni maszynowej i torped, a następnie zanurza się. U-Boot operuje jednak już na tyle płytkich wodach rzecznych, że osiada na dnie, a bezskuteczne próby uwolnienia się zdradzają jego pozycję. Murphy, wykorzystując wystrzeloną wcześniej w kierunku jego barki torpedę, którą odnajduje na pobliskiej plaży, po umocowaniu jej na pokładowym żurawiu, podpływa nad miejsce, gdzie znajduje się unieruchomiony przeciwnik i spuszcza ją w dół. Eksplozja torpedy i trafionego nią U-Boota jest na tyle silna, że niszczy nie tylko niemiecki okręt, ale również posyła na dno znajdującą się nad nim barkę oraz samego Murphy’ego, który nie jest w stanie uwolnić się spod przygniatającego go, zwalonego siłą eksplozji żurawia.

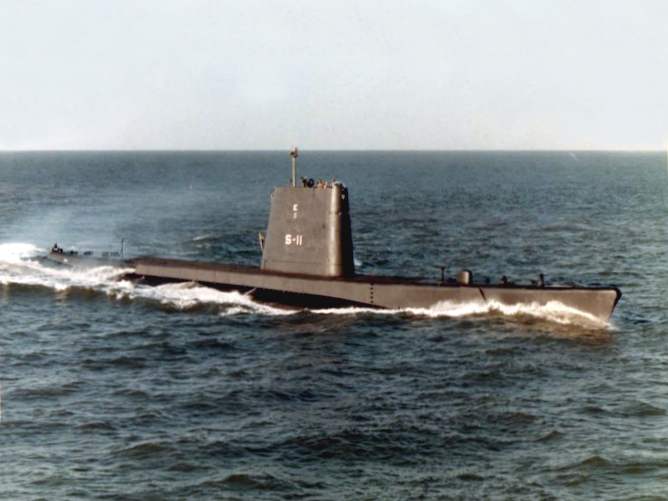
Wenezuelski okręt podwodny, który w filmie wcielił się w U-Boota

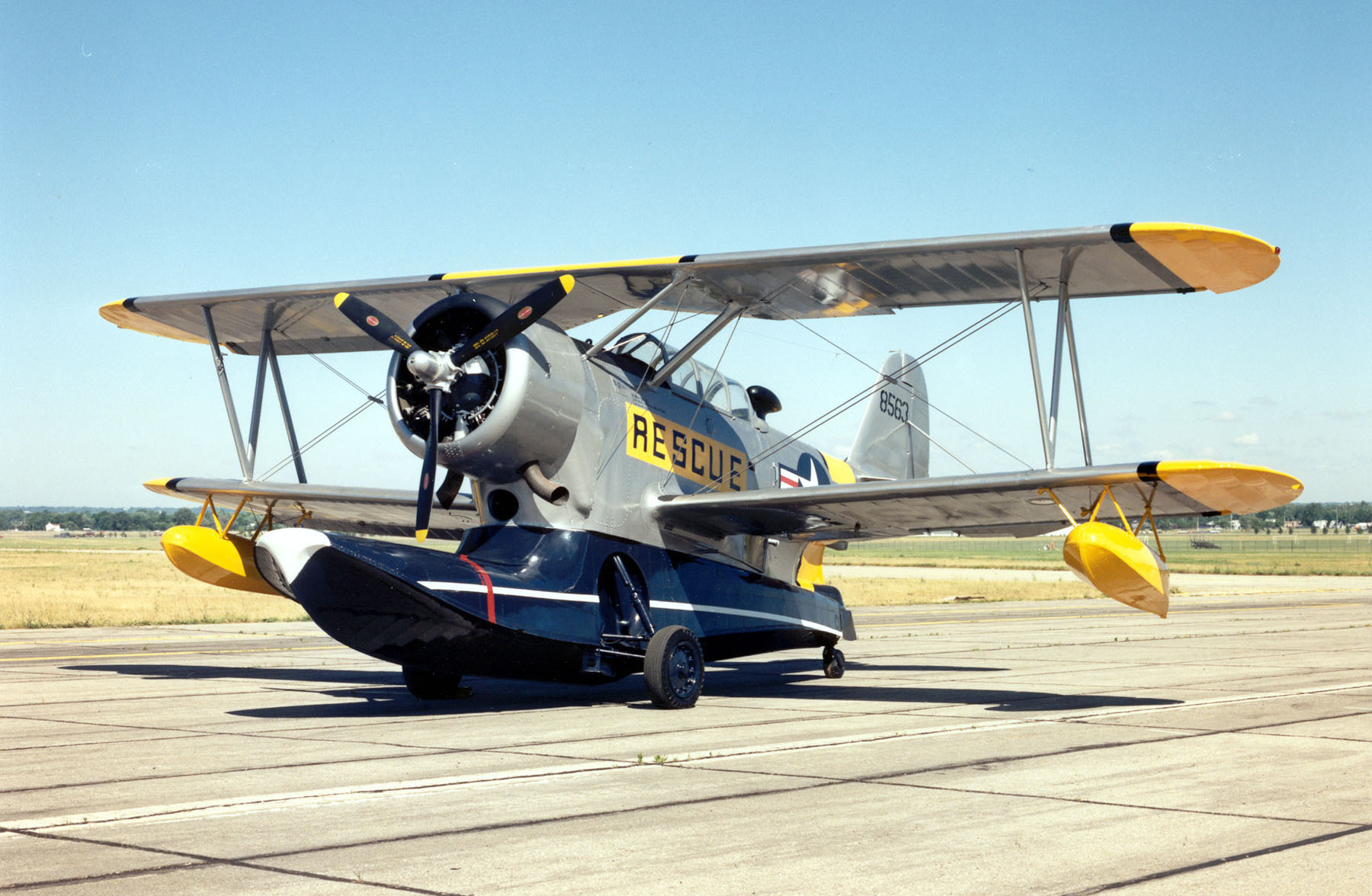
Wodnopłat Grumman J2F Duck – egzemplarz wykorzystany w filmie

## Obsada aktorska
- Peter O’Toole – Murphy
- Siân Phillips – dr Hayden
- Philippe Noiret – Louis
- Horst Janson – dowódca niemieckiego okrętu podwodnego
- John Hallam – por. Ellis
- Ingo Mogendorf – por. Voght
- Harry Fielder – członek załogi U-Boota
- George Roubicek – członek załogi U-Boota

i inni.

## O filmie
Film był amerykańsko-brytyjską koprodukcją, w której amerykańska wytwórnia Paramount Pictures, w zamian za prawa do dystrybucji filmu na całym świecie, zgodziła się pokryć połowę kosztów produkcji. Za plenery filmu posłużyły tereny ujścia Orinoko w Wenezueli oraz Malta (pierwsze sceny filmu przedstawiające storpedowanie brytyjskiego okrętu). Zdjęcia do filmu rozpoczęto 23 lutego w Wenezueli, a zakończono na Malcie 5 lipca 1970 roku. Jako niemieckiego U-Boota użyto ex-amerykańskiego okrętu podwodnego USS „Tilefish”, który w owym czasie (od 1960 roku) był już jednostką wenezuelską, pełniącą służbę pod nazwą ARV „Carite”. Barka, za pomocą której Murphy atakuje niemieckiego U-Boota, to amerykańska amfibia desantowa typu TLC („Tank Landing Craft”). Wodnosamolot użyty w filmie to amerykański Grumman J2F Duck, na planie pilotowany przez pilota-akrobatę Franka Tallamana. Egzemplarz ten jest obecnie eksponowany w filii National Museum of the United States Air Force w bazie lotniczej Wright-Patterson w Dayton.